# Cinara curvipes
Cinara curvipes är en insektsart som först beskrevs av Patch 1912.  Cinara curvipes ingår i släktet Cinara och familjen långrörsbladlöss. Inga underarter finns listade i Catalogue of Life.